# Собор Рождества Пресвятой Богородицы (Винница)
Собор Рождества Пресвятой Богородицы — православный храм в Виннице. Относится к Винницкой епархии Украинской православной церкви. С 1962 по 1990 год был кафедральным собором этой епархии.

## История
Деревянная церковь в честь Рождества Пресвятой Богородицы в Пятничанах была построена в 1732 году в стиле подольского храмового зодчества. В дальнейшем церковь перешла во владение к униатам, но после присоединения Винницы к Российской империи в 1793 году она была возвращена православным. В 1814 году к этому храму была пристроена ризница, устроены хоры для певчих. В 1861 году был пристроен притвор с 18-метровой колокольней. В 1865 году на деньги графа Генрика Грохольского была построена церковно-приходская школа, одна из первых в Виннице.
В начале XX века старая церковь уже не вмещала всех прихожан, поэтому в 1912 году началось строительство нового кирпичного храма, предположительно, по проекту Григория Артынова. В 1914 году новая церковь была освящена. В 1920 году прекратил существование деревянный храм. По одной из версий он сгорел, по другой — разобран на стройматериалы. В 1930 году новый храм был закрыт властями и превращён в зернохранилище, а затем в сельский клуб.
После Великой Отечественной войны храм был возвращён верующим. В 1962 году, после закрытия Спасо-Преображенского собора, церковь стала кафедральным собором Винницкой епархии. В 1970-х была проведена реконструкция. В 1980-х собор был заново расписан. В 1990 году Преображенский собор был возвращён верующим и кафедра возвращается туда.
24 ноября 2019 года были освящены и установлены новые накупольные кресты и центральный купол храма.